# Cunningham C5-R

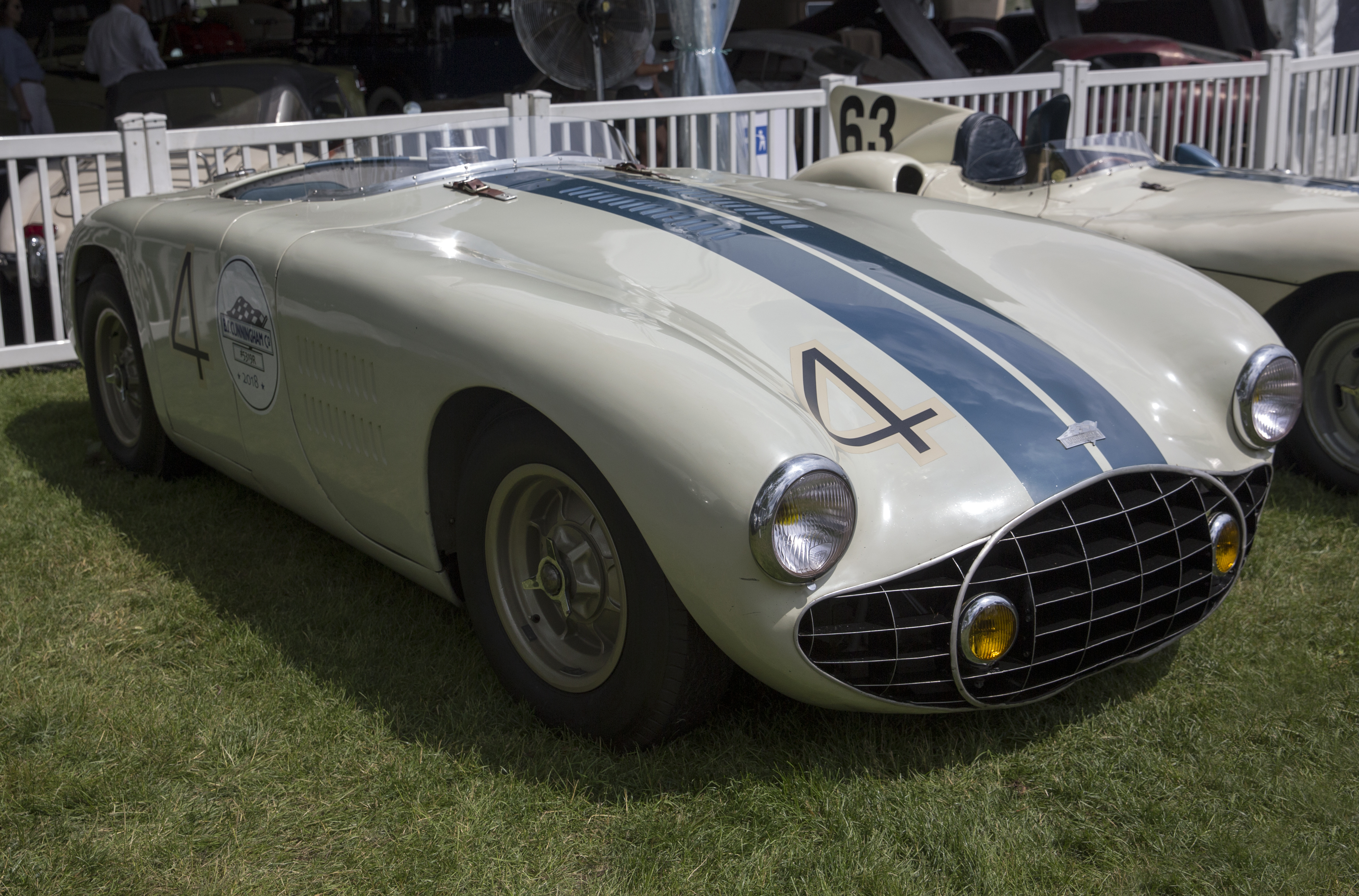
Cunningham C5-R Fahrgestell R5319. Phil Walters und John Fitch fuhren diesen Wagen beim 24-Stunden-Rennen von Le Mans 1953 an die dritte Stelle der Gesamtwertung

Der Cunningham C5-R war ein Sportwagen, der 1953 für das Rennteam von Briggs Cunningham entwickelt wurde.

## Technik
Der C5-R war das Nachfolgemodell des C4-R und wurde für den Einsatz beim 24-Stunden-Rennen von Le Mans 1953 gebaut. Der offene Sportwagen hatte einen 5,5-Liter-Chrysler-V8-Motor, der bei 5200/min 310 PS leistete. Der C5-R hatte vorne eine Starrachse, die auf Anregung von Briggs Cunningham aus den Kurtis Kraft-Indianapolis-Monoposto-Rennwagen übernommen wurde. Vorne und hinten gab es eine Drehstabfederung. Das Fahrzeug hatte einen Rohrrahmen und eine Aluminiumkarosserie. 

## Renngeschichte
Wie geplant gab der C5-R sein Renndebüt beim 24-Stunden-Rennen von Le Mans 1953. Cunningham kam mit seinen Rennwagen seit 1950 regelmäßig zum Langstreckenrennen an die Sarthe und hatte schon einige Erfahrungen sammeln können. Als Fahrer präsentierte das Team den langjährigen Werksfahrer Phil Walters und mit John Fitch einen weiteren US-Amerikaner als dessen Partner. Schon im Training verblüffte der neuen Cunningham-Rennwagen die Fachwelt. Zum ersten Mal wurden in Le Mans Geschwindigkeitsmessungen durchgeführt und der C5-R war dabei auf der Les-Hunaudieres-Geraden mit 249 km/h Spitzengeschwindigkeit der schnellste Sportwagen. Das Fahrzeug war auch deutlich schneller als die beiden Werks-C4-R. Im Rennen verhinderten nur die Werks-Jaguar C-Type einen Cunningham-Triumph. Hinter Tony Rolt und Duncan Hamilton sowie Stirling Moss und Peter Walker kamen Walters und Fitch als Gesamtdritte ins Ziel. Nach dem Rennen bemängelte Briggs Cunningham die fehlenden Scheibenbremsen an seinem Rennfahrzeug. Aus seiner Sicht war dies der Grund für die Niederlage, da die C-Type bereits über dieses neue Bremssystem verfügten. Beim C5-R wurden immer wieder die Trommelbremsen zu heiß, ein Umstand, der die Fahrer zu einem langsameren Tempo als möglich zwang.
Beim nächsten Einsatz, dem 12-Stunden-Rennen von Reims 1953, wurde der Wagen nach einem Unfall von John Fitch schwer beschädigt. Der Unfallwagen wurde zurück in die USA gebracht und dort neu aufgebaut. Der Versuch, Scheibenbremsen zu bekommen, scheiterte. Cunningham konzentrierte sich daher auf den Bau des C6-R und setzte in der Zwischenzeit Rennfahrzeuge von OSCA und Ferrari ein. Der C5-R wurde noch bei einigen US-amerikanischen Sportwagenrennen gefahren und Ende des Jahres an den Rennfahrer Charles Moran verkauft.